# End of the Trail
End of the Trail è una delle più famose statue americane, raffigura un guerriero nativo americano accasciato sul suo cavallo, è stata realizzata da James Earle Fraser.

## Genesi
In questa come in molte delle sue opere sono espresse memorie dell'infanzia di James Fraser che, da bambino, era stato esposto alla vita di frontiera e all'esperienza dei nativi americani, che venivano spinti sempre più a ovest o confinati nelle Riserve indiane.
L'autore aveva solo diciassette anni quando, nel 1894, creò una prima versione in bronzo dell'opera, alta solo 18 pollici (46 cm).
Nel 1897 Fraser si recò a parigi, in Francia, per continuare i suoi studi come artista e portò con sé una piccola versione in bronzo di The End of the Trail con la quale nel 1898 vinse il Premio John Wanamaker alla mostra dell'American Artists Association a Parigi.
Questo prestigioso riconoscimento gli diede la possibilità di studiare presso l'École des Beaux-Arts di Parigi e di diventare l'assistente di Augustus Saint-Gaudens, scultore prominente negli Stati Uniti, che ebbe una forte influenza sullo sviluppo dello stile di Fraser.

## A proposito dell'opera
Per la Panama Pacific International Exposition di San Francisco del 1915 fu chiesta a Fraser una versione monumentale del suo capolavoro.
Per quest'opera Fraser apportò diverse modifiche al suo piccolo bronzo: sostituì lo scudo con un sacchetto per le medicine che, insieme con il forte vento che soffia da dietro sulla figura e il suo cavallo, rappresentano la spiritualità del popolo dei nativi americani. 
Un altro cambiamento di rilievo fu la rimozione di parte del manto di pelle di bufalo per esporre la muscolatura della figura e rappresentarne la forza.
Posta all'ingresso dell'esposizione, l'opera di Fraser ebbe grande successo e guadagnò rapidamente una vasta fama.
La statua in gesso era stata concepita per essere fusa in bronzo, ma non fu possibile per la carenza del metallo causata dalla prima guerra mondiale, così, insieme ad altre sculture in gesso, fu gettata in una pozza di fango.
Nel 1919 fu recuperata e trasferita a Visalia, nel Mooney's Grove Park dove, esposta alle intemperie, si è lentamente deteriorata fino al 1968, quando è stata acquisita e restaurata dal National Cowboy & Western Heritage Museum, nel cui ingresso è attualmente esposta.
A Visalia la statua è stata sostituita con una fusione in bronzo dell'opera stessa.

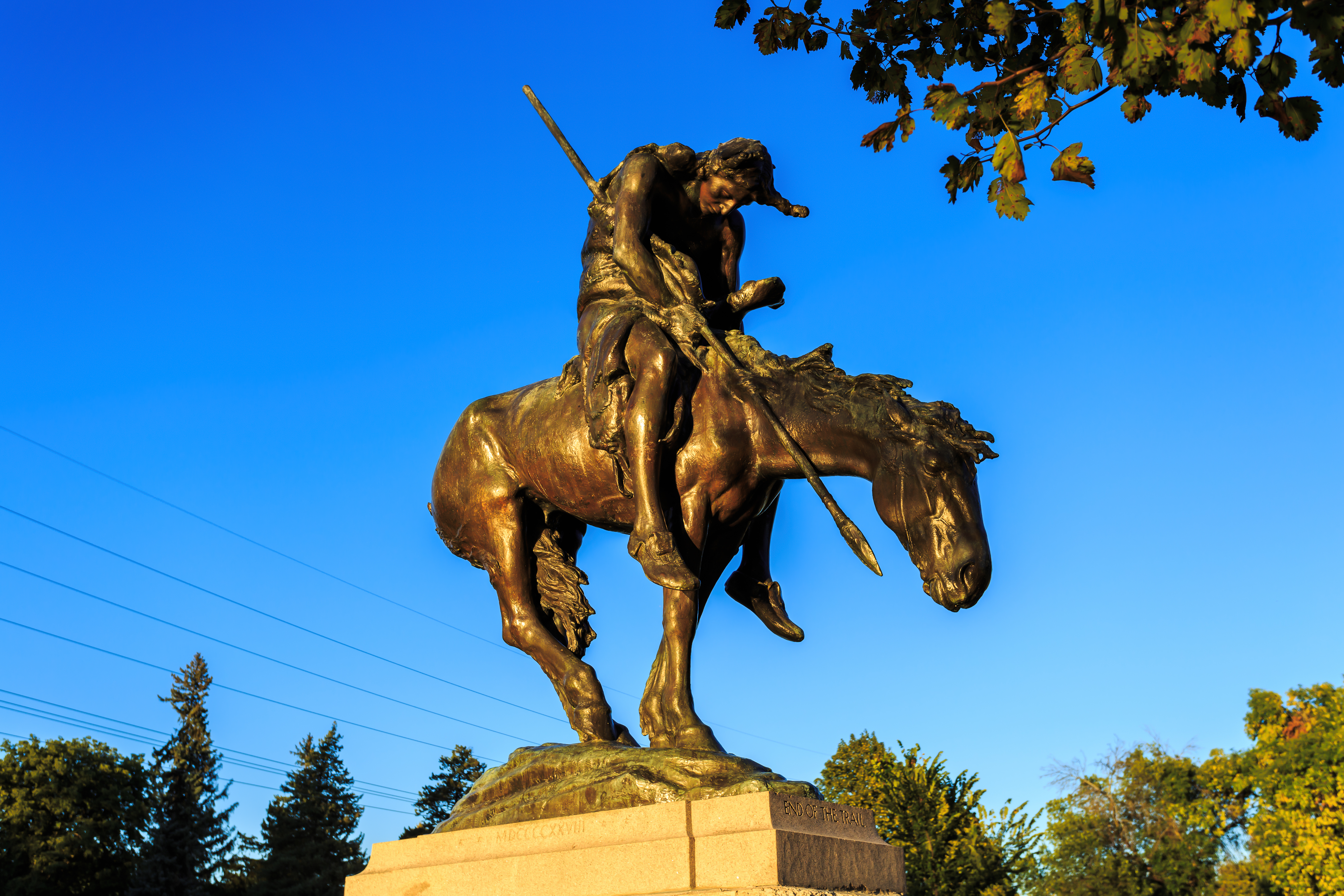
Bronzo a Waupun, nel Wisconsin.

Nel 1928 l'industriale Clarence Shaler commissionò a Fraser la prima fusione in bronzo dell'opera, per donarla alla città di Waupun, dove fu inaugurata il 23 giugno 1929; nel 1980 questa statua è stata inserita nel National Register of Historic Places.
Una copia in bronzo più piccola della statua si trova nel campus della Winona State University nella città natale di Fraser, Winona, in Minnesota.
Nel 1971 un dipinto ispirato alla statua apparve sulla copertina originale dell'album Surf's Up dei Beach Boys.